# Saint-Georges-sur-Layon
Pour les articles homonymes, voir Saint-Georges, Saint Georges, Georges et Layon.
Saint-Georges-sur-Layon est une ancienne commune française située dans le département de Maine-et-Loire, en région Pays de la Loire. Depuis le 30 décembre 2016, la commune forme avec Brigné, Concourson-sur-Layon, Doué-la-Fontaine, Forges, Meigné, Montfort et Les Verchers-sur-Layon, la commune nouvelle de Doué-en-Anjou.
Elle se situe dans l'appellation viticole du Coteaux-du-Layon (AOC) et possède un important passé minier lié à l'exploitation du bassin houiller de Basse Loire.

## Géographie
Commune angevine du Saumurois, Saint-Georges-sur-Layon se situe dans les coteaux du Layon, sur les routes D 84, Tigné - Doué-la-Fontaine, et D 159, Louresse Rochemenier - Tancoigné.
Son territoire est traversé par le Layon (rivière) et se situe sur les unités paysagères du plateau des Mauges, du couloir du Layon et du plateau du Saumurois.
La commune repose sur le bassin houiller de Basse Loire.

## Histoire
Des mines de houille sont exploitées au XVIIIe siècle et au XIXe siècle.

## Toponymie
La commune a pris le nom de Saint-Georges sur-Layon en 1929. Elle s'appelait Saint-Georges-Châtelaison du Moyen Âge jusqu’au début du XXe siècle.

## Politique et administration

### Administration municipale

#### Administration actuelle
Depuis le 30 décembre 2016 Saint-Georges-sur-Layon constitue une commune déléguée au sein de la commune nouvelle de Doué-en-Anjou et dispose d'un maire délégué.
| Période                                  | Période  | Identité        | Étiquette | Qualité |
| ---------------------------------------- | -------- | --------------- | --------- | ------- |
| janvier 2017                             | ?        | Hervé Vilboux   |           |         |
| ?                                        | en cours | Annick Bernier, |           |         |
| Les données manquantes sont à compléter. |          |                 |           |         |

#### Administration ancienne
| Période                                  | Période       | Identité      | Étiquette | Qualité |
| ---------------------------------------- | ------------- | ------------- | --------- | ------- |
| mars 1995                                | mars 2008     | Marc Brosseau |           |         |
| mars 2008                                | décembre 2016 | Hervé Vilboux |           |         |
| Les données manquantes sont à compléter. |               |               |           |         |

### Ancienne situation administrative
La commune était membre de la communauté de communes de la région de Doué-la-Fontaine, elle-même membre du syndicat mixte Pays Saumurois.

## Population et société

### Évolution démographique
L'évolution du nombre d'habitants est connue à travers les recensements de la population effectués dans la commune depuis 1793. À partir du 1er janvier 2009, les populations légales des communes sont publiées annuellement dans le cadre d'un recensement qui repose désormais sur une collecte d'information annuelle, concernant successivement tous les territoires communaux au cours d'une période de cinq ans. 
Pour les communes de moins de 10 000 habitants, une enquête de recensement portant sur toute la population est réalisée tous les cinq ans, les populations légales des années intermédiaires étant quant à elles estimées par interpolation ou extrapolation. Pour la commune, le premier recensement exhaustif entrant dans le cadre du nouveau dispositif a été réalisé en 2005,.
En 2014, la commune comptait 771 habitants, en évolution de +0,26 % par rapport à 2009 (Maine-et-Loire : +3,3 %, France hors Mayotte : +2,49 %).
| 1793 | 1800 | 1806 | 1821 | 1831 | 1836 | 1841 | 1846 | 1851 |
| ---- | ---- | ---- | ---- | ---- | ---- | ---- | ---- | ---- |
| 830  | 801  | 883  | 888  | 914  | 939  | 901  | 866  | 915  |

| 1856 | 1861 | 1866 | 1872 | 1876 | 1881 | 1886 | 1891 | 1896 |
| ---- | ---- | ---- | ---- | ---- | ---- | ---- | ---- | ---- |
| 917  | 950  | 932  | 927  | 917  | 867  | 863  | 875  | 862  |

| 1901 | 1906 | 1911 | 1921 | 1926 | 1931 | 1936 | 1946 | 1954 |
| ---- | ---- | ---- | ---- | ---- | ---- | ---- | ---- | ---- |
| 854  | 877  | 866  | 830  | 824  | 806  | 810  | 770  | 759  |

| 1962 | 1968 | 1975 | 1982 | 1990 | 1999 | 2005 | 2010 | 2014 |
| ---- | ---- | ---- | ---- | ---- | ---- | ---- | ---- | ---- |
| 762  | 709  | 629  | 598  | 585  | 591  | 690  | 785  | 771  |

## Économie
Sur 73 établissements présents dans la commune à fin 2010, 53 % relevaient du secteur de l'agriculture (pour une moyenne de 17 % dans le département), 4 % du secteur de l'industrie, 7 % du secteur de la construction, 29 % de celui du commerce et des services et 7 % du secteur de l'administration et de la santé.
La commune se situe dans l'aire d'appellation viticole du Coteaux-du-Layon (AOC). Vingt-sept communes du département, bordant la rivière du Layon, constituent l'aire géographique de l'Appellation d'Origine Contrôlée Coteaux du Layon.

## Culture locale et patrimoine

### Lieux et monuments
- Châteaux des Mines (route de Concourson) ;
- Manoir de Châtelaison (hameau de Châtelaison).
- L'église de Saint-Georges-sur-Layon